# 秦剛平
秦 剛平（はた ごうへい、1942年 - ）は、日本の宗教学・聖書学者、多摩美術大学名誉教授。

## 略歴
東京生まれ。1968年国際基督教大学（聖書学、西洋古典学）卒。
1970年京都大学大学院修士課程（キリスト教学）修了。
1975年ドロプシー大学大学院博士課程修了、ユダヤ教学博士。
1980年京都産業大学助教授、1981年多摩美術大学美術学部助教授、1987年教授、2012年定年退任、名誉教授。

## 著書
- 『旧約聖書続編講義 ヘレニズム・ローマ時代のユダヤ文書を読み解く』（リトン） 1999年
- 『ヨセフス』（ちくま学芸文庫） 2000年
- 『描かれなかった十字架 初期キリスト教の光と闇』（青土社） 2005年
- 『あまのじゃく聖書学講義』（青土社） 2006年
- 『乗っ取られた聖書』（京都大学学術出版会、学術選書） 2006年
- 『旧約聖書を美術で読む』（青土社） 2007年
- 『新約聖書を美術で読む』（青土社） 2007年
- 『反ユダヤ主義を美術で読む』（青土社） 2008年
- 『異教徒ローマ人に語る聖書 創世記を読む』（京都大学学術出版会、学術選書） 2009年
- 『絵解きでわかる聖書の世界 旧約外典偽典を読む』（青土社） 2009年
- 『美術で読み解く旧約聖書の真実』（ちくま学芸文庫） 2009年
- 『美術で読み解く新約聖書の真実』（ちくま学芸文庫） 2009年
- 『美術で読み解く聖母マリアとキリスト教伝説』（ちくま学芸文庫） 2009年
- 『書き替えられた聖書　新しいモーセ像を求めて』（京都大学学術出版会、学術選書） 2010年
- 『名画で読む聖書の女たち』（青土社） 2010年
- 『聖書と殺戮の歴史 ヨシュアと士師の時代』（京都大学学術出版会、学術選書） 2011年
- 『天使と悪魔 美術で読むキリスト教の深層』（青土社） 2011年
- 『神の支配から王の支配へ ダビデとソロモンの時代』（京都大学学術出版会、学術選書） 2012年
- 『美術で読み解く聖人伝説』（ちくま学芸文庫） 2013年
- 『南北分裂王国の誕生 イスラエルとユダ』（京都大学学術出版会、学術選書） 2013年
- 『空白のユダヤ史 エルサレムの再建と民族の危機』（京都大学学術出版会、学術選書） 2015年
- 『マカベア戦記 ユダヤの栄光と凋落』上・下（京都大学学術出版会、学術選書） 2015‐16年
- 『七十人訳ギリシア語聖書入門』（講談社選書メチエ） 2018年

## 共編著
- 『ヨセフス研究』全4巻（L・H・フェルトマン共編、山本書店） 1985年 - 1986年
- 『エウセビオス研究』全3巻（H・W・アトリッジ共編、リトン） 1992年
- 『古代世界におけるモーセ五書の伝承』（守屋彰夫共編、京都大学学術出版会） 2011年
- 『名画でたどる聖人たち もう一つのキリスト教世界』（編著、青土社） 2011年

## 翻訳
- 『アピオーンへの反論』（フラウィウス・ヨセフス、山本書店） 1977年
- 『自伝』（フラウィウス・ヨセフス、山本書店） 1978年
  - 『自伝 / アピオーンへの反論』（青土社） 2020年
- 『ユダヤ古代誌』（フラウィウス・ヨセフス、山本書店） 1979年 - 1981年／ちくま学芸文庫 全6巻 1999年 - 2000年
- 『ユダヤ戦記』（フラウィウス・ヨセフス、山本書店） 1982年／ちくま学芸文庫 全3巻 2002年
- 『教会史』全3巻（エウセビオス、山本書店） 1986年 - 1988年／講談社学術文庫 上・下 2010年
- 『天皇とわたし』（エリザベス・グレイ・ヴァイニング、秦和子共訳、山本書店） 1989年
- 『ヨセフス - その人と時代』（シャイエ J・D・コーエン、大島春子共訳、山本書店） 1991年
- 『ユダヤの神話伝説』（デイヴィッド・ゴールドスタイン、青土社） 1992年
- 『失われた福音書 Q資料と新しいイエス像』（バートン・L・マック、青土社） 1994年
- 『キリスト教』（スティーブン・F・ブラウン、青土社、シリーズ世界の宗教） 1994年
- 『ユダヤ教』（マルサ・モリスン/スティーブン・F・ブラウン、青土社、シリーズ世界の宗教） 1994年
- 『イエスの言葉』（ジョン・ドミニク・クロッサン、河出書房新社） 1995年
- 『イディッシュの民話』（ビアトリス・S・ヴァインライヒ、青土社） 1995年
- 『死海文書のすべて』（ジェームス・C・ヴァンダーカム、青土社） 1996年
- 『神の伝記』（ジャック・マイルズ、青土社） 1997年
- 『ユダヤの民話』（ピンハス・サデー、青土社） 1997年
- 『誰が新約聖書を書いたのか』（バートン・L・マック、青土社） 1998年
- 『フラックスへの反論』（フィロン、京都大学学術出版会、西洋古典叢書） 2000年
- 『コンスタンティヌスの生涯』（エウセビオス、京都大学学術出版会、西洋古典叢書） 2004年
- 『テュアナのアポロニオス伝 1』（ピロストラトス、京都大学学術出版会、西洋古典叢書） 2010年 - 全2巻

### 「七十人訳ギリシア語聖書」
- 『創世記』（河出書房新社、七十人訳ギリシア語聖書） 2002年
- 『出エジプト記』（河出書房新社、七十人訳ギリシア語聖書） 2003年
- 『申命記』（河出書房新社、七十人訳ギリシア語聖書） 2003年
- 『民数記』（河出書房新社、七十人訳ギリシア語聖書） 2003年
- 『レビ記』（河出書房新社、七十人訳ギリシア語聖書） 2003年
  - 『七十人訳ギリシア語聖書 モーセ五書』（講談社学術文庫） 2017年：上記5冊の新編版
- 『イザヤ書』（青土社、七十人訳ギリシア語聖書） 2016年
- 『エレミヤ書』（青土社、七十人訳ギリシア語聖書） 2017年
- 『エゼキエル書』（青土社、七十人訳ギリシア語聖書） 2017年
- 『十二小預言書』（青土社、七十人訳ギリシア語聖書） 2017年
- 『ダニエル書』（青土社、七十人訳ギリシア語聖書） 2018年
- 『ヨシュア記』（青土社、七十人訳ギリシア語聖書） 2018年
- 『士師記』（青土社、七十人訳ギリシア語聖書） 2018年
- 『サムエル記』（青土社、七十人訳ギリシア語聖書） 2019年
- 『列王記』（青土社、七十人訳ギリシア語聖書） 2019年
- 『歴代誌』（青土社、七十人訳ギリシア語聖書） 2019年
- 『マカベア書』（青土社、七十人訳ギリシア語聖書） 2020年
- 『ベン・シラの知恵 / ルツ記 / 哀歌ほか』（青土社、七十人訳ギリシア語聖書） 2021年
- 『詩篇』（青土社、七十人訳ギリシア語聖書） 2022年
- 『エズラ第一書 / 第二書』（青土社、七十人訳ギリシア語聖書） 2022年
- 『ヨブ記』（青土社、七十人訳ギリシア語聖書） 2023年
- 『箴言 付録　アリステアスの書簡』（青土社、七十人訳ギリシア語聖書） 2023年